# سارا لی ویتسون
سارا لی ویتسون (به انگلیسی: Sarah Leah Whitson) وکیل و مدیر بخش خاورمیانه و شمال آفریقا دیدبان حقوق بشر ارمنی‌تبار اهل ایالات متحده آمریکا است.

## اوایل زندگی و تحصیلات
ویتسون توسط مادر ارمنی آمریکایی پرورش یافت، اشی ویتسون مادر وی در بخش ارمنی‌های شهر قدیم اورشلیم زاده شد، و در سال ۱۹۶۰ (میلادی) به ایالات متحده آمریکا مهاجرت کرد. پدر وی اهل تگزاس، ایالات متحده بود. ویتسون به مدت ۱۲ سال دانش‌آموز مدرسه ارمنی رز و الکس پیلیبوس در لس آنجلس بود و تابستان‌های دوران کودکی را به همراه خانواده در لبنان، سوریه و اردن سپری کرد.
ویتسون در سال ۱۹۸۸ فارغ‌التحصیل لیسانس هنر از دانشگاه کالیفرنیا، برکلی واقع در برکلی، کالیفرنیا شد. وی در سال ۱۹۹۱ فارغ‌التحصیل دکترای حقوق از مدرسه حقوق هاروارد شد، جایی که وی هم‌کلاسی باراک اوباما بود.

## زندگی شخصی
ویتسون با جاش زینر عضو هیئت مدیره پروژه حمایت از توسعه اقتصادی محله در نیویورک، ازدواج کرده‌است. آن‌ها صاحب دو فرزند به‌نام‌های لنیا و توبی هستند.

## زندگی حرفه‌ای
ویتسون پس از اتمام مدرسه حقوق، برای شرکت گلدمن ساکس، شرکت سرمایه‌گذاری بانکی و بخش حقوقی شرکت کلی‌یری، گوتیب استین و همیلتون کار می‌کرد. در همان زمان، با توجه به جمهوری جدید، فعالانه به‌طور داوطلبانه در میان گروه‌های دیگر کمیته مبارزه با تبعیض نژادی آمریکایی-عربی شرکت کرد.